# Благодир Юрій Анатолійович
Юрій Анатолійович Благодир — український політик, член НП (з листопада 2001), кандидат наук з державного управління; народний депутат VII скликання (член депутатської групи «Суверенна європейська Україна», член Комітету з питань європейської інтеграції (з квітня 2013), голова підкомітету з питань поглибленої та всеохопної зони вільної торгівлі між Україною та ЄС, взаємодії у сфері інвестиційної політики (з червня 2013); депутат Рівненської обласної ради IV, V, VI, VII скликань (2002—2015).

## Біографія
Народився 28 січня 1974 (с. Тальки, Звягельський район, Житомирська область); українець; батько Анатолій Степанович (1949) — лікар-травматолог, завідувач відділу районного ТМО; мати Ніна Никанорівна (1952) — медсестра районного ТМО.
Освіта: Львівська комерційна академія, «Економіка підприємства»; Українська академія державного управління при Президентові України (1999), «Державне управління», магістр державного управління; кандидатська дисертація «Механізми державного регулювання ринку праці та відтворення економічно активного населення в праценадлишкових районах України» (Одеський регіональний інститут державного управління Національної академії державного управління при Президентові України, 2004).
Депутат Рівненської обласної ради; голова Постійної комісії з питань бюджету, фінансів та податків.
- З 1995 — заступник директора Ярунського торговельно-комерційного об'єднання Новоград-Волинського району.
- 1996–1998 — інспектор, завідувач відділу з питань торгівлі та побутового обслуговування населення Новоград-Волинського міськвиконкому.
- Вересень 1998 — березень 2005 — заступник начальника управління з питань економіки та власності, перший заступник начальника Головного управління економіки Рівненської облдержадміністрації.
- Лютий 2001 — липень 2004 — голова Гощанської райдержадміністрації[4][5].
- Липень 2004 — лютий 2005 — заступник голови з соціально-правових питань Рівненської облдержадміністрації.
- Березень 2005 — червень 2006 — заступник генерального директора ТОВ «Кратос».
- Червень 2006 — листопад 2007 — заступник голови, листопад 2007 — квітень 2010 — перший заступник голови Рівненської облдержадміністрації.
- 21 липня 2010 — 17 січня 2011 — голова Державного комітету України з державного матеріального резерву[6][7].
- 16 лютого 2012 — 12 грудня 2012 — радник Голови Верховної Ради України;
- 10 січня 2013 — 27 листопада 2014 — народний депутат України;
- З жовтня 2015 — депутат Рівненської обласної ради, голова Постійної комісії з питань бюджету, фінансів та податків.

Державний службовець 4-го рангу (грудень 2007), 3-го рангу (березень 2010).

## Нагороди
Орден «За заслуги» III ступеня (серпень 2008).